# Crime et Châtiment
Pour les articles homonymes, voir Crime et Châtiment (homonymie).
Crime et Châtiment (en russe : Преступление и наказание [prʲɪstʊˈplʲenʲɪje ɪ nəkɐˈzanʲɪje]) est un roman de l’écrivain russe Fiodor Dostoïevski publié en feuilleton en 1866 et en édition séparée en 1867. Archétype du roman psychologique, il est considéré comme l'une des plus grandes œuvres littéraires de l'Histoire,,,. 
Le roman dépeint l'assassinat d’une vieille prêteuse sur gage et de sa sœur par Rodion Raskolnikov, ancien étudiant de Saint-Pétersbourg tombé dans la pauvreté et l'exclusion sociale avec une analyse minutieuse de l'évolution de l'état émotionnel, mental, physique et socio-économique du meurtrier ainsi que des causes et des conséquences du crime.

## Genèse du roman

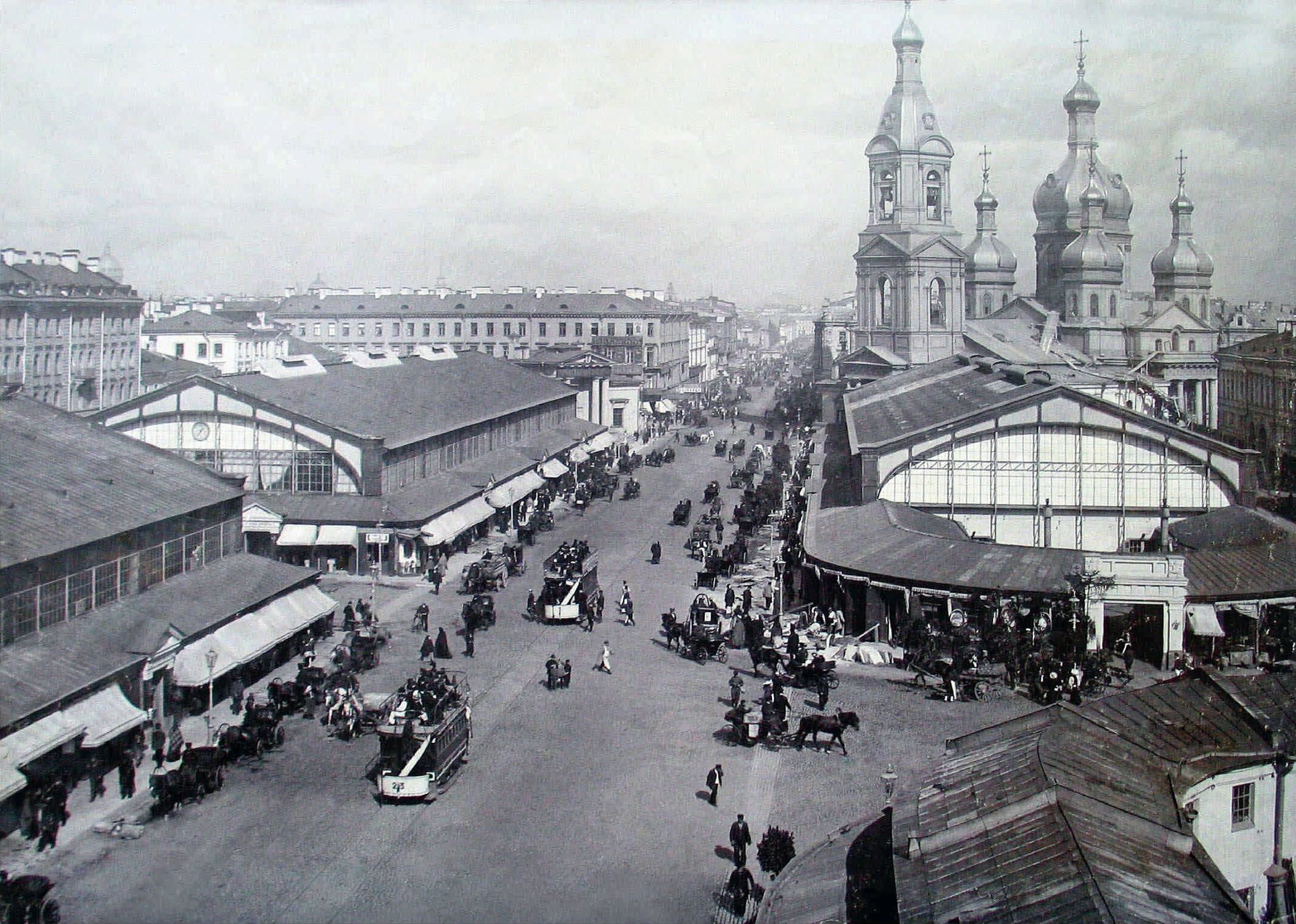
La place des Foins à Saint-Pétersbourg, l'un des lieux majeurs de l'action de Crime et Châtiment, vers 1900.

L’idée de traiter certains thèmes de ce qui deviendra Crime et Châtiment remonte à la période où Dostoïevski était au bagne (1850-1854), en particulier grâce à la découverte de certains traits psychologiques particuliers des bagnards. C'est dans une lettre à son frère Mikhaïl le 9 octobre 1859 que Fiodor Dostoïevski en ferait pour la première fois explicitement mention :

« En décembre, je commencerai un roman... Tu te souviens peut-être que je t'avais parlé d'un roman-confession que je voulais écrire après tous les autres, en disant qu'il me fallait encore vivre cela moi-même. Maintenant, j'ai décidé de l'écrire sans retard... Je mettrai mon cœur et mon sang dans ce roman. Je l'ai projeté au bagne, couché sur les bats-flancs, en une minute douloureuse de chagrin et de découragement... Cette Confession assoira définitivement mon nom. »

— Fiodor Dostoïevski, Lettre à Mikhaïl Dostoïevski du 9 octobre 1859,.
Cette idée d'une gestation précoce du roman n'est toutefois pas unanimement admise. Appuyée par le fait que Dostoïevski avait d'abord conçu son récit comme une confession à la première personne par le criminel lui-même — une idée qu'il a tardivement abandonnée —, et défendue par certains biographes, la liaison directe du roman avec la katorga est remise en question par d'autres, voire totalement ignorée.
En décembre 1859, Dostoïevski rentre à Saint-Pétersbourg après dix ans de relégation en Sibérie. Au début des années 1860, l'écrivain développe une intense activité littéraire (rédaction de Souvenirs de la maison des morts), éditoriale (préparation d'une édition de ses œuvres, dont Humiliés et offensés) et journalistique (rédacteur et codirecteur du Temps). En juin 1862, Dostoïevski part en voyage en Europe occidentale ; en août 1863, il effectue un deuxième voyage. Aucun signe cependant d'un travail autour d'un roman ressemblant à Crime et Châtiment. En 1864, plusieurs deuils frappent l'écrivain : le 14 avril, sa femme, Marie Dmitrievna ; le 10 juillet 1864 (22 juillet dans le calendrier grégorien), son frère Mikhaïl ; le 25 septembre 1864 (7 octobre dans le calendrier grégorien), son ami Apollon Grigoriev. La situation financière de l'écrivain, déjà précaire, empire et devient intenable ; il risque la prison pour dettes.
En 1865, Dostoïevski tente par tous les moyens d'obtenir un peu d'argent et d'apaiser ses créanciers. Il vend ses droits sur des œuvres non encore écrites. C'est ainsi de l'été que date son contrat léonin avec l'éditeur Stellovski.
À partir du 7 août, il travaille à un projet de roman intitulé Les Poivrots,,. Le 25 septembre 1865 de Wiesbaden, il écrit une lettre à Mikhaïl Katkov, rédacteur du Messager russe, dans laquelle il lui propose une nouvelle, qu'il pense pouvoir lui livrer dans les trois semaines : « le compte rendu psychologique d'un crime ».

« L'action est actuelle, de cette année même. Un jeune homme, exclu de l'Université, de modeste origine et vivant dans une extrême pauvreté, par légèreté, par manque de fermeté dans les principes et sous l'influence de ces « idées mal digérées », bizarres qui sont dans l'air, a résolu de sortir d'un coup de sa triste situation. Il a décidé de tuer une vieille femme, veuve d'un conseiller titulaire, faisant métier d'usurière. La vieille est bête, sourde, malade, avide, elle pratique des taux de juifs, elle est mauvaise et dévore son prochain, tourmente et exploite sa propre sœur cadette. « Elle ne sert à rien », « pourquoi vit-elle ? », « est-elle utile à quiconque ? », etc. Ces questions font perdre la raison au jeune homme. Il décide de la tuer, de la dévaliser. [...] »

— Fiodor Dostoïevski, Lettre à Mikhaïl Katkov.
En décembre 1865, il écrit une nouvelle lettre à Katkov dans laquelle Dostoïevski accuse réception de 300 roubles, mais il semble douter de la volonté de Katkov de le publier. Très embarrassé, il lui demande alors de ne pas toucher au texte qu'il lui a fait parvenir.
Dans une lettre ultérieure à Alexandre Wrangel, Dostoïevski explique ses difficultés financières et raconte qu'à la fin novembre 1865, alors qu'il avait déjà beaucoup écrit, mécontent de son travail pour Le Messager russe, il a tout brûlé et tout recommencé de zéro,.

## Publication

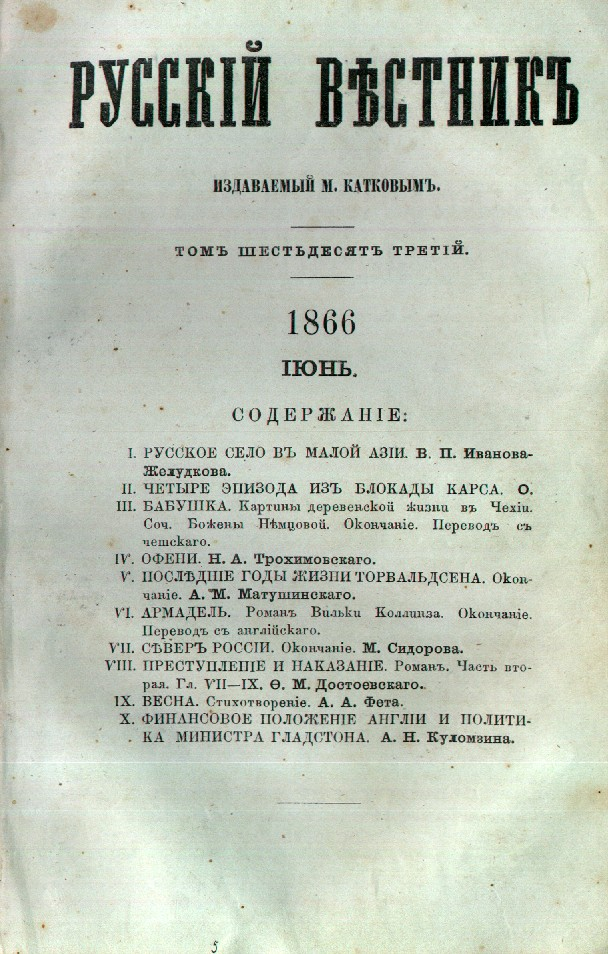
Crime et Châtiment apparaît au sommaire (chapitre) du Messager russe en juin 1866.

Crime et Châtiment paraît d'abord en feuilleton dans Le Messager russe durant toute l'année 1866.
- janvier : première partie
- février : deuxième partie
- avril : troisième partie[N 7],[N 8]
- juin : début de la quatrième partie
- juillet : fin de la quatrième partie et début de la cinquième partie[N 9],[17],[N 10]
- août : fin de la cinquième partie
- novembre : début de la sixième partie
- décembre : fin de la sixième partie et épilogue.

En 1867, Dostoïevski en publie une première édition séparée et légèrement remaniée à Saint-Pétersbourg. Le roman connaîtra quatre éditions du vivant de l'écrivain. La situation financière de Dostoïevski est si préoccupante qu'il doit céder les droits de la seconde édition de Crime et Châtiment à ses créanciers.

## Réception
Dès février 1866, dans une lettre à Wrangel, Dostoïevski confie : « Il y a quinze jours, la première partie de mon roman est parue dans le numéro de janvier du Messager russe. Il s'appelle Crime et Châtiment. J'ai déjà entendu beaucoup d'opinions enthousiastes. Il y a là des choses hardies et nouvelles. »
Le roman fut un grand succès dès sa parution :

« Crime et châtiment assura la popularité de l’écrivain. On ne parla que de cet événement littéraire durant l’année 1866 ; toute la Russie en fut malade. À l’apparition du livre, un étudiant de Moscou assassina un prêteur sur gages dans des conditions de tout point semblables à celles imaginées par le romancier. »

— Eugène-Melchior de Vogüé, Le Roman russe, 1886, p.254.
Seul Le Contemporain (concurrent du Messager russe) adressa quelques critiques visant le manque supposé de vraisemblance du roman : « A-t-on jamais vu un étudiant tuer quelqu'un pour commettre un vol ? », s'interroge par exemple le critique Grigori Elisseïev.
D'autres témoignages vont dans le même sens :

« En 1866, on ne lisait que Crime et Châtiment. Les passionnés de littérature ne parlaient que de ce roman, et se plaignaient souvent qu'il causait une pénible impression d'étouffement, au point que les lecteurs nerveux en tombaient quasiment malades et que les flegmatiques étaient forcés d'abandonner totalement sa lecture. »

— Nicolaï Strakhov.
Dans son introduction au roman, Pierre Pascal précise toutefois : « On a d'abord accueilli Crime et Châtiment comme un récit policier : le plus terrifiant de tous, expliquait E.-M. de Vogüé dans le Roman russe ; comparable encore  à ceux d'Émile Gaboriau prononce encore Jules Legras dans sa Littérature en Russie. [...] C'est aujourd'hui seulement qu'est apparue la richesse extraordinaire, quasi inépuisable, de l'œuvre. »

## Personnages
- Rodion Romanovitch Raskolnikov : également connu sous le nom de Rodia, est le protagoniste du roman. Physiquement, il est décrit comme exceptionnellement beau, de taille moyenne, mince et bien bâti, avec des yeux sombres et des cheveux bruns. Rodia est un ancien étudiant de 23 ans qui vit dans la pauvreté[23]. Sa mère fait tout ce qu'elle peut en travaillant comme coiffeuse et sa sœur est fiancée à un homme riche et influent pour pouvoir l'aider. Ce sentiment d'injustice et de pauvreté le mène à l'assassinat d'une vieille femme, une usurière. Rodia assassine également Élisabeth Ivanovna, la sœur de l'usurière, car elle est témoin de son crime. Nous pouvons voir tout au long du roman le débat qui agite l'âme du protagoniste : il est torturé par son geste, ne sachant s'il était justifié ou non. Il finit cependant par se rendre. Crime et Châtiment est divisé en 6 parties, et nous pourrions faire une division entre les parties I-III et les parties IV-VI, fondée sur un changement dans la personnalité du personnage principal. Dans la première division, nous pouvons voir Raskolnikov présenté comme un garçon rationnel et fier alors que dans la deuxième division il apparaît comme irrationnel et humble. D'une certaine manière, nous pouvons voir une renaissance du protagoniste avec tous les événements qui lui arrivent et qu'il provoque lui-même[24]. Cela amène le protagoniste à se punir lui-même de manière à ne pas avoir besoin d'être puni par la société, bien que le doute soit de savoir si sa punition interne est due à un remords moral ou à la peur d'être puni par la société[25].
- Avdotia Romanovna Raskolnikova, appelée aussi Dounia ou Dounietchka : c'est la sœur de Raskolnikov. Dunia est montrée comme un personnage loyal et généreux qui a un grand amour et une grande préoccupation pour sa famille, dont elle essaie de s'occuper par tous les moyens possibles. Dunia conclut un mariage de convenance avec un commerçant de manière intéressée et uniquement dans le but d'aider Rodion financièrement. Comme Sonia, Dunia est la principale raison pour laquelle Rodion avoue à la police les deux meurtres qu'il a commis[24].
- Sonia (Sofia) Semionovna Marmeladova : est une jeune fille qui vit dans une famille issue d'un milieu social défavorisé[26]. Son père, alcoolique, vend tous les biens de la famille et se remarie (sa mère est morte depuis longtemps[26]) avec une femme, Katherina, qui accueille ses trois enfants[27]. Sonia, en raison de l'incapacité de son père à travailler et poussée par le contexte social et familial décide de se prostituer et commence ainsi son parcours de chef de famille qui soutient financièrement la famille. Elle a une image de prostituée sainte en raison de sa pureté. C'est une jeune femme qui a essayé d'apprendre différents métiers grâce à son père et qui est considérée comme la femme idéale de l'époque. C'est une jeune femme timide qui n'exprime pas ses sentiments, mais suit l'image d'une prostituée qui ne se marie pas. Elle est très familière et, par conséquent, chaque fois qu'elle gagne de l'argent, elle le donne directement, en l'occurrence à sa belle-mère. Elle se lie d'amitié avec Lizavéta, la demi-sœur de la vieille usurière. Elle rencontre Raskolnikov avec qui elle entame une relation, recherchant son bonheur et son bien-être. À la fin, elle ne poursuit pas son travail officiel de prostituée, mais d'autre chose qui fait que sa vie s'améliore. Dans le roman, elle est considérée comme un personnage secondaire, toujours représenté avec d'autres personnages[26].
- Semion Zakharovitch Marmeladov : est le père de Sonia et second mari de Katerina, il appartient à une classe sociale basse, c'est un fonctionnaire de bas niveau qui, à cause de son alcoolisme, entraîne sa famille dans la pauvreté. En outre, sa femme le maltraite et il le permet en raison de son sentiment constant de culpabilité pour sa classe sociale[27].
- Katerina (Catherine) Ivanovna Marmeladova : est la seconde épouse de Marmeladov. Elle appartient à une classe sociale élevée et a épousé un officier d'infanterie quand elle était jeune. Ce mariage a donné naissance à trois enfants, qui sont tous restés orphelins après la mort de leur père. À la mort de son mari, elle s'est retrouvée sans ressources pour ses enfants et sans aucune aide de ses proches. Malgré un certain statut social, elle finit par épouser Marmeládov et devenir la belle-mère de Sonia. Dans le roman, elle est une femme d'une trentaine d'années qui souffre de tuberculose et a une manière violente de traiter son mari[28]. Elle redevient veuve et n'est soutenue que par Sonia. Après la mort de son mari, elle meurt également, laissant les enfants orphelins[29].
- Arkadi Ivanovitch Svidrigaïlov : il a épousé Marfa Petrovna, une femme riche et sans éducation qui était plus âgée que lui. Elle le sauve de la prison en remboursant ses dettes. Bien que de classe sociale inférieure à sa femme, il exerce sur elle une série d'actes violents pendant les sept années de leur mariage. Pendant son mariage, un accord explicite selon lequel il aurait des relations sexuelles en dehors du mariage à condition d'en informer toujours sa femme et de ne pas l'abandonner est conclu. Lorsque Dounia entre au service de sa maison, Arkadi Ivanovitch en tombe amoureux et la poursuit, lui promettant même de quitter sa femme pour elle. La jeune fille refuse et démissionne. Cependant peu de temps après, Marfa Petrovna meurt brusquement. Des soupçons se portent sur Arkadi Ivanovitch. Loin de s'en préoccuper, ce dernier se fiance avec une jeune fille d'une quinzaine d'années (il a alors cinquante ans). Mais il rencontre encore Dounia, et lui fait de nouvelles avances qui seront rejetées. Arkadi Ivanovitch tente alors de violer Dounia mais renonce finalement, pris d'admiration et de compassion pour la jeune femme. Il fait alors don d'une grosse somme d'argent à la famille de sa fiancée avant de se suicider.
- Marfa Petrovna Svidrigaïlov : est la première épouse d'Arcadi Svidrigáilov et la patronne de Dounia. C'est une femme riche mais sans éducation. En raison de l'influence que son mari exerce sur elle, elle commence à développer certaines insécurités. De ce fait, et après un accord explicite avec son mari, ils décident qu'il peut avoir des relations sexuelles en dehors du mariage en échange du fait qu'elle soit informée de tout. En outre, avec cet accord, son mari ne peut la quitter en aucune circonstance. On présume que c'est son mari qui l'a assassinée[27].
- Piotr Petrovitch Loujine : fiancé d'Avdotia Romanovna.
- Poulkhéria (Pulchérie) Alexandrovna Raskolnikova : mère de Raskolnikov et de Dounia.
- Dmitri Prokofiévitch Razoumikhine : ami dévoué de Raskolnikov.
- Andreï Semionovitch Lebeziatnikov : compagnon de chambre de Loujine, un employé dans un ministère.
- Aliona Ivanovna : usurière qui a été tuée par le protagoniste avec une hache. il s'agit d'une femme riche et égoïste. Raskolnikov semble la tuer dans un but humanitaire[30].
- Lizavéta (Élisabeth) Ivanovna : est la demi-sœur de l'usurière et amie de Sonia. C'est une femme noble, contrairement à la vieille femme égoïste, qui a été tuée par le protagoniste, elle est un dommage collatéral qui est arrivé au mauvais moment[30].
- Nikodim(e) Fomitch : chef de la police.
- Ilia Petrovitch, appelé aussi « Poudre » : lieutenant de Fomitch.
- Porfiri (Porphyre) Petrovitch : juge d'instruction chargé de l’enquête du meurtre de l'usurière.
- Alexandre Grigorievitch Zamiotov : ami de Razoumikhine travaillant pour la police.
- Nastassia Petrovna : servante dans l'immeuble de Raskolnikov.
- Zossimov : médecin et ami de Razoumikhine.

## Résumé

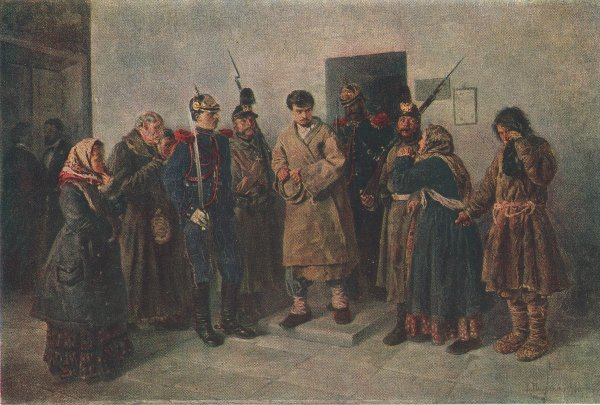
Le Détenu, peint par Vladimir Makovski (admiré par Dostoïevski) en 1879.

En juillet 1865, Rodion Romanovitch Raskolnikov est un ancien étudiant en droit âgé de 23 ans, sans le sou. Par manque d'argent, il a dû abandonner ses études et vit dans un quartier mal famé de Saint-Pétersbourg. Rongé par la pauvreté, il s'isole du reste du monde. Après avoir vendu son dernier bien, la montre de son père, à une usurière, une idée lui vient à l'esprit : un meurtre est-il moralement tolérable s'il conduit à une amélioration de la condition humaine ? Il a décidé d'assassiner l'usurière depuis quelque temps, mais son plan ne se déroule pas comme prévu et il commet un double meurtre. Pris de remords et de culpabilité, il se rend compte qu'il ne peut être pardonné et qu'il ne sera jamais un grand homme, comme il l'espère tant. Raskolnikov passe du crime au châtiment.
Après être tombé malade et être resté au lit, cloué par la fièvre, pendant plusieurs jours, Raskolnikov s’imagine que tous ceux qu’il rencontre le suspectent du meurtre ; la conscience de son crime le rend presque fou. Mais il rencontre Sonia Semionovna, une jeune prostituée dont il tombe amoureux. Dostoïevski utilise cette relation comme une allégorie de l’amour de Dieu pour l’humanité déchue et du pouvoir de rédemption de l’amour. Mais Raskolnikov n’est racheté que par l’aveu du meurtre et la déportation en Sibérie.

## Analyse
Au-delà du destin de Raskolnikov, le roman, avec sa grande galerie de personnages variés, traite de sujets tels que la charité, la vie de famille, l’athéisme, l’alcoolisme, des remords, et de la recherche identitaire avec le regard aigu que Dostoïevski portait sur la société russe de son temps. Même si Dostoïevski rejetait le socialisme, le roman est aussi une critique du capitalisme qui se mettait en place dans la société russe de cette époque.
Raskolnikov pense être un « surhomme », et qu’avec une bonne raison, il pourrait exécuter un acte ignoble — le meurtre de l’usurière — si cela peut l’amener à faire le bien. Il cite souvent Napoléon, estimant qu’il a eu raison de répandre autant de sang : « Si un jour, Napoléon n’avait pas eu le courage de mitrailler une foule désarmée, nul n’aurait fait attention à lui et il serait demeuré un inconnu. »
Raskolnikov estime qu’il peut transcender les limites morales en tuant l’usurière, en volant son argent et en l’utilisant pour faire le bien. Il soutient que si Isaac Newton ou Johannes Kepler avaient dû tuer une ou même cent personnes pour éclairer l’humanité de leurs idées, cela en aurait valu la peine.
Le vrai châtiment de Raskolnikov n’est pas le camp de travail auquel il est condamné, mais le tourment qu’il endure tout au long du roman. Ce tourment se manifeste sous la forme d’une paranoïa, autant que de la prise de conscience qu’il n’est pas « surhomme », puisqu’il est incapable de supporter ce qu'il a fait.
La douleur psychologique conscientisante qui poursuit Raskolnikov est un thème cher à Dostoïevski et se retrouve dans d’autres de ses œuvres, comme Les Carnets du sous-sol et Les Frères Karamazov (son comportement ressemble beaucoup à celui d’Ivan Karamazov). Il se fait souffrir en tuant la prêteuse sur gages et en vivant dans la déchéance, alors qu’une vie honnête mais commune s'offre à lui. Razoumikhine, dans la même situation que Raskolnikov, vivait beaucoup mieux; ainsi, alors que Razoumikhine lui propose de lui trouver un emploi, Raskolnikov refuse et convainc la police qu’il est le meurtrier, bien qu’elle n’eut aucune preuve. Tout au long des quatre dernières parties, la souffrance toujours accrue qu'éprouve Rodion Romanovitch semble autant provenir de la culpabilité du crime propre que de la prise de conscience du héros que ce qu'il perpétrait selon lui pour le bien (enlever au monde un individu vivant sur l'usure des pauvres, et que la société ne prévoit pas de punir, à savoir par le droit) s'efface devant la victime innocente qui résulte du méfait (la sœur de l'usurière, que Raskolnikov avait prise en empathie et qui avait provoqué son indignation), se confronte à sa propre nullité envers les maux sociétaux qu'il croyait symboliquement combattre, ne fait de lui en rien un prophète d'une morale du surhumain, un Napoléon ou un Mahomet ; le crime se confronte au jugement outré du corps social, au désaveu d'autrui comme de lui-même envers l'éthique qu'il défend, à sa propre anodinité dès lors qu'il prend conscience des malheurs des Marmeladov ou des propres mère et sœur de Raskolnikov ou de la banale malveillance de Loujine ou Svidrigaïlov. Alors que Raskolnikov semble vouloir soumettre l'illusion de sa toute-puissance individuelle (tandis qu'il se sait faible, pauvre et désespéré) au reste du monde lorsqu'il commet le double-meurtre, c'est sa propre prise de conscience en tant qu'un individu parmi d'autres dans l'immensité du corps social et de ses situations, lequel ne sait exprimer rien d'autre qu'incompréhension, tristesse ou indifférence face au méfait, qui rend nulle sa tentative de changer le monde, ne lui laissant que le seul choix de se rendre pour exister socialement. Il essaye en permanence de franchir les frontières de ce qu’il peut ou ne peut pas faire (tout au long du récit, il se mesure à la peur qui le tenaille, et tente de la dépasser), et sa dépravation (en référence à son irrationalité et sa paranoïa) est souvent interprétée comme une expression de sa conscience transcendante et un rejet de la rationalité et de la raison. C’est un thème de réflexion fréquent de l’existentialisme.
Raskolnikov pense que les grands hommes peuvent se permettre de défier la moralité et la loi, comme il le fait en tuant quelqu’un. Dostoïevski utilise aussi Sonia pour montrer que seule la foi en Dieu peut sauver l’homme de sa dépravation, ce en quoi Dostoïevski diffère de nombreux autres existentialistes. Bien que cette philosophie particulière soit propre à Dostoïevski, parce qu’elle insiste sur le christianisme et l’existentialisme (le point de savoir si Dostoïevski est un vrai existentialiste est débattu), des thèmes comparables peuvent être trouvés dans les écrits de Jean-Paul Sartre, d'Albert Camus, Hermann Hesse et de Franz Kafka.

## Un roman polyphonique
En 1929, l'historien et théoricien de la littérature, Mikhaïl Bakhtine publie à Léningrad un important ouvrage analytique, Problèmes de l'œuvre de Dostoïevski dans lequel il défend l'idée que :

« Dostoïevski est l'inventeur du roman polyphonique. Il a inventé un genre romanesque fondamentalement nouveau. C'est pourquoi son œuvre ne se laisse enfermer dans aucun cadre, n'obéit à aucun des schémas connus de l'histoire littéraire, que nous avons pris l'habitude d'appliquer au roman européen. »

— Mikhaïl Bakhtine, La Poétique de Dostoïevski, chap. 1.
Cette « polyphonie » que Bakhtine oppose au roman « monophonique » » (ou « homophonique ») est une dimension essentielle pour apprécier Dostoïevski sur le plan artistique. Bakhtine récuse ainsi comme incomplètes les lectures idéologiques que l'on fait traditionnellement de Dostoïevski. Selon lui, la polyphonie traverse toute l'œuvre de Dostoïevski (à l'exception des tout premiers romans).

« La pluralité des voix et des consciences indépendantes et distinctes, la polyphonie authentique des voix à part entière, constituent en effet un trait fondamental des romans de Dostoïevski. Ce qui apparaît dans ses œuvres ce n'est pas la multiplicité des caractères et de destins, à l'intérieur d'un monde unique et objectif éclairé par la seule conscience de l'auteur, mais la pluralité des consciences « équipollentes » et de leur univers qui, sans fusionner, se combinent dans l'unité d'un événement donné. Les héros principaux de Dostoïevski sont, en effet, dans la conception de l'artiste, non seulement objets de discours de l'auteur, mais sujets de leur propre discours immédiatement signifiant. Le mot de ces héros n'est pas épuisé par ses fonctions habituelles : caractérologiques, « anecdotes », pragmatiques, mais il ne se réduit pas davantage à l'expression de la position idéologique personnelle de l'auteur. »

— Mikhaïl Bakhtine, La Poétique de Dostoïevski, chap. 1.
Crime et Châtiment ne fait évidemment pas exception. Parmi de nombreux autres exemples que donne l'analyste :

« Le merveilleux juge d'instruction de Crime et Châtiment, Porphyre Petrovitch (c'est lui, précisément, qui qualifie la psychologie d'« arme à double tranche ») ne s'appuie pas sur une psychologie judiciaire mais sur une intuition dialogique particulière qui lui permet de pénétrer dans l'âme inachevée et sans solution de Raskolnikov. Les trois rencontres de Porphyre et de Raskolnikov ne sont pas des interrogatoires policiers classiques, non pas du fait qu'elles ne se déroulent « pas dans les règles » (ce que Porphyre souligne continuellement), mais parce qu'elles rompent avec les fondements mêmes des rapports psychologiques traditionnels entre le juge d'instruction et le criminel (ce que souligne Dostoïevski). Ces trois rencontres sont d'authentiques et de merveilleux dialogues polyphoniques. »

— Mikhaïl Bakhtine, La Poétique de Dostoïevski, chap. 2.

## Adaptations

### Au cinéma
| Nom                                             | Année | Pays            | Realisateur             |
| ----------------------------------------------- | ----- | --------------- | ----------------------- |
| Crime et Châtiment (Prestuplennje i Nakazannje) | 1910  | film russe      | Vassili Gontcharov      |
| Crime et Châtiment                              | 1935  | film américain  | Josef von Sternberg     |
| Crime et Châtiment                              | 1935  | film français   | Pierre Chenal           |
| Crime et Châtiment (en) (Crimen y castigo)      | 1951  | film mexicain   | Fernando de Fuentes     |
| Crime et Châtiment                              | 1956  | film français   | Georges Lampin          |
| Crime et Châtiment                              | 1970  | film soviétique | Lev Koulidjanov         |
| Crime et Châtiment (Rikos ja rangaistus)        | 1983  | film finlandais | Aki Kaurismäki          |
| Sans pitié (Sin compasión)                      | 1994  | film péruvien   | Francisco José Lombardi |
| Nina                                            | 2004  | film brésilien  | Heitor Dhalia           |
| L'étudiant (Студент)                            | 2012  | film kazakh     | Darezhan Omirbayev      |

### À la télévision
| Nom                | Année | Pays                 | Realisateur     |
| ------------------ | ----- | -------------------- | --------------- |
| Crime et Châtiment | 1955  | téléfilm français    | Stellio Lorenzi |
| Crime et Châtiment | 1971  | téléfilm français    | Stellio Lorenzi |
| Crime et Châtiment | 1979  | téléfilm britannique | Michael Darlow  |
| Crime et Châtiment | 1998  | téléfilm britannique | Joseph Sargent  |

### Au théâtre
| Nom                      | Année | Realisateur             | Mise en scène     | Lieu                            |
| ------------------------ | ----- | ----------------------- | ----------------- | ------------------------------- |
| Crime et Châtiment       | 1933  | Gaston Baty             |                   |                                 |
| Crime et Châtiment       | 1963  | Gabriel Arout           | Michel Vitold     | Comédie-Française               |
| Crime et Châtiment       | 1987  | Compagnie Lester McNutt | Ariel Dervieu     | Association France-URSS         |
| Crime et Châtiment       | 1989  | Gabriel Arout           | Paul-Émile Deiber | Théâtre de Boulogne-Billancourt |
| Le retour de Raskolnikov | 1990  | Régis Barale            |                   |                                 |
| Crime et Châtiment       | 2001  |                         | Robert Hossein    | Théâtre Marigny                 |

### Littérature
La Tête d'un homme : dans ce roman de Georges Simenon faisant partie de la série des Maigret et adapté plusieurs fois au cinéma et à la télévision, le personnage de Radek est inspiré de Raskolnikov.

### Manga
Une adaptation moderne intitulée Syndrome 1866 de Naoyuki Ochiai a été éditée chez Futabasha Publishers, et est parue en 2007.

## Éditions en français
- Le Crime et le Châtiment, traduit par Victor Derély, 1884, a été la première version française du roman
(Cette version est toujours facilement accessible en particulier en édition électronique.)
- Fiodor Dostoïevski (trad. D. Ergaz, préf. Pierre Pascal), Crime et Châtiment, Paris, Gallimard, coll. « Bibliothèque de la Pléiade » (no 83), 2009 (1re éd. 1950), 1276 p. (ISBN 978-2-07-010174-0)[N 16]
(existe aussi dans la collection de poche « Folio »)
- Fiodor Dostoïevski (trad. Pierre Pascal, préf. Pierre Pascal), Crime et châtiment, Paris, Flammarion, coll. « GF » (no 1466), 2011 (1re éd. 1984), 720 p. (ISBN 978-2-08-124098-8)

- Fiodor Dostoïevski (trad. André Markowicz, préf. André Markowicz), Crime et Châtiment. Le Joueur. L'Idiot (Anthologie), Arles, Actes Sud, coll. « Thesaurus », septembre 1998, 1360 p. (ISBN 978-2-7427-1936-5), partie 1, « Crime et Châtiment ». 
(existe aussi dans la collection de poche « Babel »)
- Fiodor Dostoïevski (trad. Elisabeth Guertyk), Crime et Châtiment, Paris, Le livre de poche, 2008 (ISBN 978-2-253-08250-7) (1re éd. 1947).
- Fiodor Dostoïevski (trad. André Markowicz), Crime et Châtiment, Arles, Actes Sud, coll. « Actes noirs », mai 2016, 667 p. (ISBN 978-2-330-06324-5).